# Leonardo Fabio Duque
Leonardo Fabio Duque (Santiago de Cali, 10 d'abril de 1980) és un ciclista colombià, nacionalitzat francès des del novembre del 2015. Professional del 2005 al 2016. Bon esprintador, en el seu palmarès destaca la victòria en una etapa de la Volta a Espanya de 2007 i la Copa de França de ciclisme de 2010.

## Palmarès en ruta
- 2002
  - Vencedor de 2 etapes a la Volta a Colòmbia sub-23
- 2004
  - 1r al Gran Premi de la vila de Pérenchies
  - Vencedor d'una etapa a la Volta a la Província de Lieja
- 2005
  - 1r al Druivenkoers Overijse
  - Vencedor d'una etapa al Tour de l'Ain
- 2006
  - 1r al Tour del Llemosí
- 2007
  - Vencedor d'una etapa de la Volta a Espanya
- 2008
  - Vencedor d'una etapa del Tour del Mediterrani
- 2010
  - 1r a la Copa de França de ciclisme
  - 1r al Gran Premi Cholet-País del Loira
- 2013
  - 1r al Gran Premi Bruno Beghelli
  - Vencedor d'una etapa del Tour de l'Ain
- 2014
  - Vencedor de la classificació dels esprints al Giro del Trentino
- 2016
  - 1r a la Volta al llac Taihu i vencedor d'una etapa

### Resultats al Tour de França
- 2008. 53è de la classificació general
- 2009. 94è de la classificació general
- 2011. 121è de la classificació general

### Resultats a la Volta a Espanya
- 2006. 80è de la classificació general
- 2007. 53è de la classificació general. Vencedor d'una etapa
- 2008. 67è de la classificació general
- 2009. 32è de la classificació general
- 2012. 80è de la classificació general
- 2015. 60è de la classificació general

### Resultats al Giro d'Itàlia
- 2006. 47è de la classificació general
- 2010. 63è de la classificació general
- 2013. 79è de la classificació general
- 2014. 78è de la classificació general

## Palmarès en pista
- 2001
  - 1r als Campionats Panamericans en Madison (amb Víctor Herrera)

### Resultats a laCopa del Món
- 2003
  - 1r a Aguascalientes, en Puntuació
- 2008-2009
  - 1r a Cali, en Puntuació